# Butt Ugly Martians
A Butt Ugly Martians egy rövid életű számítógép-animációs rajzfilmsorozat volt, amelyet a Nickelodeon készített.

## Cselekmény
A műsor három földönkívüliről szól, akit a császáruk a Földre küld, hogy elfoglalják azt. Igen ám, de annyira megszeretik a Föld kultúráját, hogy úgy döntik, megvédik, miközben hamis jelentéseket küldenek császáruknak. A Földön ember barátokra is szert tesznek.

## Közvetítés
Amerikában a Nickelodeon vetítette 2002. január 9.-től 2003. február 21.-ig. Magyarországon soha nem vetítették. 1 évadot élt meg 26 epizóddal.

## Fogadtatás
A sorozat nagyrészt negatív kritikákat kapott, a fő okok az animáció, a sorozat címe és a nem túl eredeti cselekmény voltak. Az IMDb-n 3.2 pontot ért el a 10 pontból, míg a TV.com oldalon 5.2-n áll. A népszerűtlenség ellenére a műsorból videójáték is készült, Zoom or Doom címmel, 2002-ben.